# Castagneto (Italia)
Castagneto es una localidad italiana, frazione (trad.: "pedanía") de la ciudad de Teramo. Dista 6 km de la capital de provincia. Se encuentra en la región de los Abruzos, en las laderas de los Montes de la Laga. Gracias a su posición goza la vista tanto del mar Adriático como del Gran Sasso, el imponente macizo de la cordillera de los Apeninos. 

## Encabezado
En el siglo XIII Castagneto perteneció a la Universitas di Lavarone, desde el siglo XIII hasta el 1561 a la Villa de Teramo; entre el 1561 y 1595, junto con Pantaneto, fue universitas autónoma. Vuelve a estar bajo la jurisdicción de Teramo en el 1595. Evidencias históricas atestiguan su existencia desde el año mil. Su antigua Iglesia, Santa Maria de Praediis, ofrece un amplio testimonio.

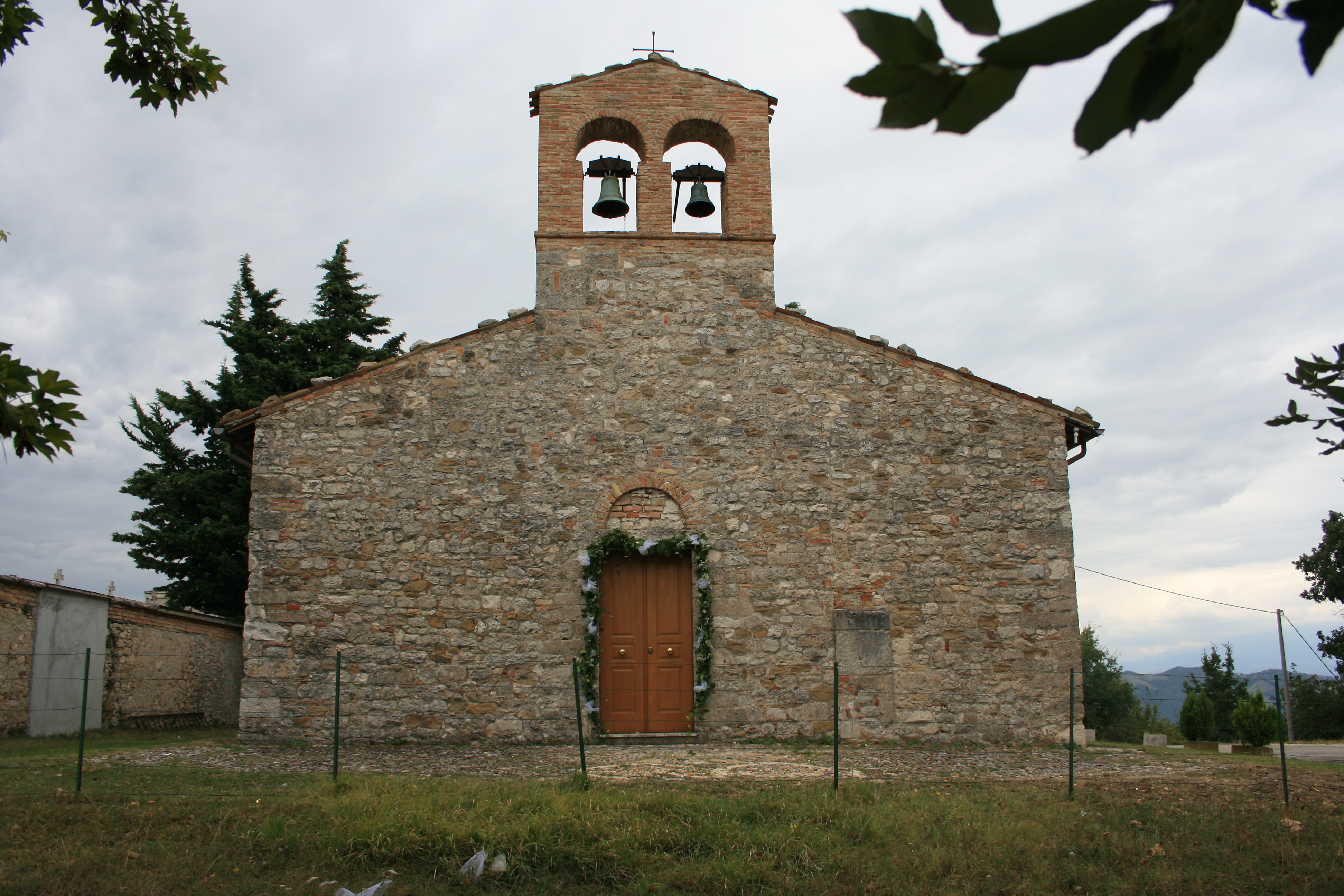
Iglesia S. Maria de Praediis de Castagneto, Teramo

El lugar de culto fue construido en los siglos X-XI, utilizando materiales provenientes de villas romanas, de un templo dedicado a Vesta o Feronia y del castillo medieval que dominaba el pueblo de Pantaneto. Santa Maria de Praediis es considerada una de las iglesias más antiguas de la provincia de Teramo: fue mencionada por primera vez en la bula papal del 27 de noviembre de 1153 redactada por Anastasio IV.
Desde la antigüedad Castagneto ha sido sede parroquial.
En la parte más alta del pueblo se encuentra el antiguo palacio Ianuarii-Scaricamazza cuya torre, visible en la distancia, caracteriza el pueblo. El palacio toma su nombre de la familia Scaricamazza que lo convirtió en su residencia principal a principios del siglo XIX.

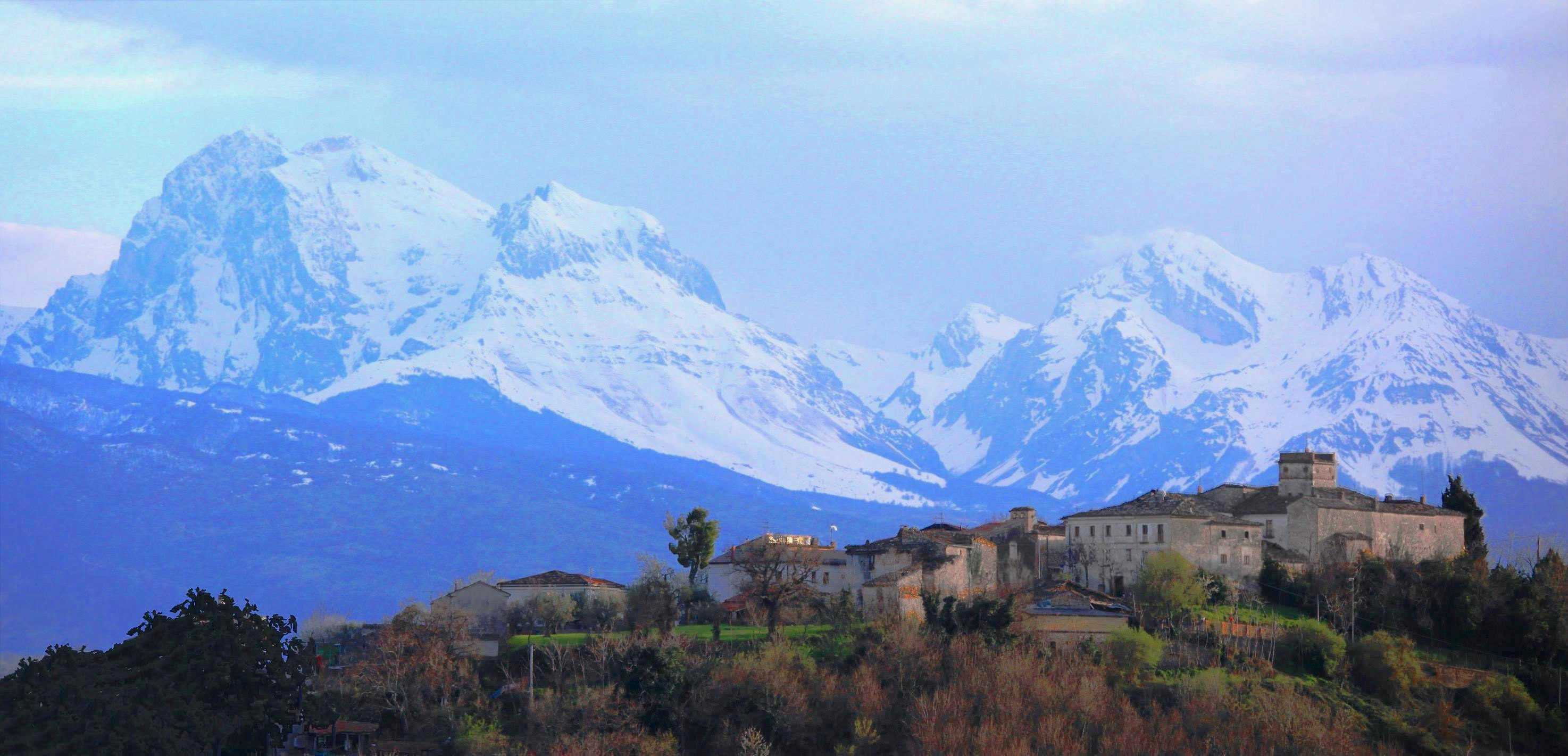
Palacio Ianuarii Scaricamazza de Castagneto, Teramo

El pueblo, también debido a los terremotos que han afectado la región, está sufriendo un paulatino y continuo despoblamiento. En 2011 el servicio estadístico nacional calculó 58 familias residentes.